# Kærestesorger (film)
Kærestesorger  er navnet på en film, der er instrueret og skrevet af Nils Malmros. John Mogensen er medforfatter på manuskriptet. Filmen er blandt andet optaget på Viborg Katedralskole og ganske ekstraordinært over en tre-årig periode, så filmens store persongalleri reelt bliver tre år ældre. Den fik premiere 13. marts 2009.
Filmen er en selvstændig opfølger til Malmros' klassiker Kundskabens træ, og følger en gruppe unge igennem deres gymnasietid. Malmros har beskrevet den som en film om gymnasieungdommen og det at blive voksen i et borgerligt miljø i starten af 1960'erne. En film der kredser om tiden, hvor man drømmer om at opleve de store følelser samtidig med, at man er bange for at binde sig.

## Synops
Jonas og Agnete er på mange måder hinandens modsætninger, da de allerede i 1.g bliver kærester på Viborg Katedralskole i 1960'ernes Danmark. Jonas er den charmerende dreng, der er vellidt af alle, både kammerater og lærere, men som ikke er videre arbejdsom i skolen. Agnete, derimod, er en akademisk ambitiøs og begavet pige, som til gengæld ikke er særlig moden i livets andre forhold og som tynges af et anspændt forhold til sin familie. Trods deres umiddelbare forskelle er de stærkt draget af hinanden, og de gør meget for at få det til at fungere – men det er ikke altid nok. Deres tid sammen fra 1. til 3. G byder på alt fra forelskelse, jalousi, kærestesorger til utroskab og deres venner; Toke, Birger og Liselotte, vikles alle på den ene eller anden måde ind i Jonas og Agnetes turbulente forhold.

## Modtagelse
Filmen fik lunkne anmeldelser af de danske filmkritikere.
Anmeldelsernes point lå fra 3 til 4 ud af 6 mulige for Berlingske Tidende, Politiken, Kristeligt Dagblad, Ekstra Bladet og DR Filmland.
Simone Tang vandt prisen for som Bedste Kvindelige Skuespiller ved Shanghai International Festival i 2009.

## Relation til virkeligheden
I forbindelse med Kærestesorger blev dokumentarfilmen Filmfaderen – et portræt af Niels Malmros optaget med tilrettelæggelse af Allan Høyer.
I denne film afsløres det at figuren Toke er inspireret af samme person fra virkeligheden som Helge-figuren i Kundskabens Træ, og Nils Malmros påstår at det er "rivalen der to gange i træk hugger min pige".
Dokumentarfilmen viser også Nils Malmros give foredrag om filmen/virkeligheden.
Ydermere træder virkelighedens Helge/Toke frem som viser sig at være Niels Holm-Nielsen.
Han udtalte sig i Høyers' dokumentarfilm, hvor han kritiserede Malmros:
| „ | Hvis man stiller sig op og siger, "Et er hvad I har set i mine [Malmros'] film, noget andet er, hvad jeg nu fortæller jer, for det er sandheden". Det mener jeg simpelthen ikke at han har belæg for at sige. | “ |

## Medvirkende
| Rolle        | Skuespiller           |
| ------------ | --------------------- |
| Jonas        | Thomas Ernst          |
| Agnete       | Simone Tang           |
| Toke         | Jesper Svane          |
| Liselotte    | Sofie Linde Lauridsen |
| Birger       | Jacob Grosen Pedersen |
| Agnetes far  | Søren Pilmark         |
| Agnetes mor  | Ida Dwinger           |
| Jonas' far   | Kristian Halken       |
| Jonas' mor   | Andrea Vagn Jensen    |
| Tokes far    | Morten Suurballe      |
| Boysen       | Finn Nørbygaard       |
| Arne Vium    | Peter Schrøder        |
| Helene       | Sofie Amalie Klougart |
| Leif         | Esben Smed            |
| Inger Olesen | Anna W. Kjær          |
| Henrik       | Mathias Kruse         |
| HP           | Pelle Nordhøj Kann    |
| Lena         | Ninett Larsson        |
| Flyttemand   | Anders Brink Madsen   |